# Psicometría
La psicometría o sicometría es la disciplina que se encarga del conjunto de métodos, técnicas y teorías implicadas en medir y cuantificar las variables psicológicas del psiquismo humano.

## Fundamento histórico
Las pruebas psicológicas vienen de dos corrientes distintas, la primera de parte de Darwin, Galton y Cattell, en donde se toma en cuenta la medición de las diferencias individuales; la segunda corriente se origina a partir de Herbart, Weber, Fechner y Wundt y sus mediciones psicofísicas de construcción similar. Del segundo grupo de investigadores ha partido el desarrollo de la psicología experimental y las pruebas estandarizadas.

## Validez y confiabilidad
La psicometría, engloba la teoría y la construcción de pruebas, test y otros procedimientos de medición válidos y confiables. Incluye la elaboración y aplicación de procedimientos estadísticos que permitan determinar si una prueba es válida o no para la medición de una variable o conducta psicológica previamente definida.
Los contenidos de la psicometría se articulan, fundamentalmente, en dos grandes bloques: teoría de los tests, que hace referencia a la construcción, validación y aplicación de las pruebas, y escalamiento, que incluye los métodos para la elaboración de escalas psicofísicas y psicológicas.
Los conceptos clave de la teoría clásica de los tests son: confiabilidad y validez. Un examen es «confiable» si se mide siempre de igual manera, es decir, si la aplicación del instrumento da medidas estables y consistentes mientras que es «válido» si mide realmente el atributo que pretende medir. 
Ambas propiedades, validez y confiabilidad, admiten un tratamiento matemático.

### Validez
La validez hace referencia al grado en que la prueba mide realmente la variable o las variables que dice medir. Hay distintos tipos de validez:
- Validez de contenido: consiste en el grado en que una prueba refleja de modo diferenciado el conjunto de rasgos específicos que pretende medir, dentro de un universo «U» de posibles rasgos.[3]
- Validez de criterio: se refiere al grado de eficacia con que el instrumento puede predecir las variables en comparación con algún criterio externo. Cuando el test y el criterio se miden al mismo tiempo, se habla de validez concurrente. Cuando el criterio se mide después de la aplicación del test, se trata de validez de pronóstico o predictiva. Por último, la validez retrospectiva es cuando el test se aplica después del criterio.
- Validez de constructo: muchas de las variables que estudia la psicología no son directamente observables, por lo que se definen de modo hipotético en forma de constructos. La validez de constructo se centra en analizar la cantidad de datos empíricos que lo apoyan el constructo medido.
- Validez de expertos: supone someter la medición de la variable al análisis de la comunidad científica, integrada por personas de probado conocimiento y experiencia en la materia.[4]

### Confiabilidad
La confiabilidad se refiere al grado de consistencia y estabilidad de las puntuaciones obtenidas a lo largo de sucesivos procesos de medición con un mismo instrumento, lo que implica ausencia de errores de medida. Existen fundamentalmente dos formas de medirla:
- Test-retest o coeficiente de correlación: mide la estabilidad de la escala a través del tiempo en sus puntajes individuales
- Consistencia interna o coeficiente Alpha de Cronbach: mide la precisión con que los ítems de la escala miden el constructo.

### Observaciones
- La validez total de un instrumento crece en la medida en que lo hacen la validez de contenido, la validez de constructo y la validez de criterio.

- La confiabilidad de un instrumento es un requisito necesario pero no suficiente: un instrumento puede ser confiable pero no válido. Se requiere que cumpla ambas características.[4]

- Los instrumentos se diseñan para medir una serie de variables, pero están elaborados en un idioma concreto, dentro de una cultura dada y se validan en grupos de población que pertenecen a una comunidad determinada. El uso de instrumentos en países distintos a aquellos en los que han sido desarrollados les resta validez, por lo que resulta necesario no solo desarrollar una versión en el idioma del país en que se van a aplicar, sino validación en muestras de población acorde a dicho país.

## Tipos de pruebas
- Inventario de BarOn: El cuestionario contiene una serie de frases cortas que pretenden describir a la persona en determinadas ocasiones. Presenta una escala de valoración de 5 puntos: Rara vez o nunca es mi caso, pocas veces es mi caso, a veces es mi caso, muchas veces es mi caso y casi siempre es mi caso. Busca evaluar la inteligencia emocional.
- Test de diseño de Wartegg: La prueba básica consta de 8 cuadros blancos dentro de los cuales hay pequeños dibujos, se debe dibujar en cada cuadro lo que se desee. Permite conocer la posición del individuo frente a aspectos determinados como: personalidad, manejo de relaciones, dinamismo y energía vital para el logro de objetivos, utilización de los procesos de análisis, asociación y síntesis, manejo de la ansiedad, Comportamiento ético frente a valores, entre otros.
- Test de personalidad DISC: Consta de 24 grupos de cuatro palabras, se debe escoger aquella con la que más se identifique y con la que menos se describa. Mide el comportamiento y las emociones de las personas en relación con cuatro dimensiones de la personalidad: Factor D, Dominancia, cómo la persona responde a los problemas y desafíos; factor I, Influencia, cómo esta se relaciona con otras personas y las influye; factor S, Estabilidad, cómo responde a los cambios y al ritmo del entorno; y factor C, Concienzudez, cómo responde a las reglas y a los procedimientos establecidos por otros.
- Test de inteligencia RAVEN: Consiste en encontrar la pieza que falta en una serie de figuras mostradas, el propósito es que el evaluado analice la serie presentada, y tomando en cuenta la secuencia horizontal y vertical, deberá elegir una de las seis piezas sugeridas y que encaje perfectamente en ambos sentidos, horizontal y vertical. Se utiliza para medir[5] la capacidad intelectual, comparando formas y razonando analogías, independientemente de los conocimientos obtenidos, por lo tanto brinda información sobre la claridad y capacidad de entendimiento del examinado para la actividad intelectual. Esta prueba obliga a poner en marcha el razonamiento analógico, la percepción y la capacidad de abstracción.